# Provincia de Coclé
Coclé es una provincia del centro de Panamá. Su superficie es de 4,927km² y cuenta con 268,264 habitantes (2023). Su capital es Penonomé. Limita al norte con la provincia de Colón, al este con la provincia de Panamá Oeste, al sur con la de Herrera y el golfo de Parita y al oeste con la de Veraguas. El centro y norte de la provincia esta accidentados por la cordillera central; al sur pertenece las llanuras centrales, tierras bajas muy fértiles que se extienden hasta el litoral. También es una provincia de gran riqueza natural y material. Es además el epicentro de la cultura precolombina más avanzada del istmo.

## Toponimia
Su nombre se origina probablemente del caudaloso Río Coclé del norte y Río Coclé del Sur, que atraviesan sus territorios. Localmente se conoce como "coclé" a un ave del bosque, rastrojos y manglares, Aramides axillaris. Otro origen posible se debe al Cacique Coclé, queví que dominaba la Llanura Central. Por otra parte, se sabe que la región fue el territorio histórico de los llamados “indios coclé", gobernados por sus quevi o caciques.

## Historia
La provincia de Coclé fue creada mediante Acto del 12 de septiembre de 1855, con el título de departamento, siendo presidente del Estado Federal el destacado estadista Dr. Justo Arosemena. Por el decreto N.º 190 del 20 de octubre de 1886, el antiguo departamento tomó el nombre definitivo de provincia de Coclé, ratificado por la Constitución Política de la República de Panamá de 13 de febrero de 1904, siendo presidente el doctor Pablo Arosemena.

## Geografía
El norte de la provincia es atravesada por la Cordillera Central de Panamá, con escarpadas elevaciones de origen volcánico que van desde los 200 m s. n. m. hasta los 1.185 m s. n. m., al Sur se encuentra la gran llanura que se extiende hasta la costa.  El clima es tropical lluvioso, con precipitaciones del orden de los 2500 mm anuales, que en algunos puntos del norte de las provincias alcanza los 4.000 mm. Los ríos principales de la provincia pertenecen a la vertiente del Pacífico (Grande, Chico) y en el límite norte del territorio tienen origen algunas corrientes que, a través del coclé del norte, van a dar al Mar Caribe.

## Gobierno y política
El actual gobernador de Coclé, Irving Alberto González Martínez, asumió su cargo el 3 de julio de 2024, en una ceremonia ante el presidente de la República de Panamá, José Raúl Mulino.

### División administrativa
La provincia de Coclé está dividida en seis distritos y 53 corregimientos:
| Distritos  | Corregimiento | Cabecera de distrito   |
| ---------- | --- | ---------------------- |
| Aguadulce  | Aguadulce, El Cristo, El Roble, Pocrí, Barrios Unidos, Pueblos Unidos, Virgen del Carmen, El Hato de San Juan de Dios                                                                    | Aguadulce              |
| Antón      | Antón, Cabuya, El Chirú, El Retiro, El Valle, Juan Díaz, Río Hato, San Juan de Dios, Santa Rita, Caballero                                                                               | Antón.                 |
| La Pintada | La Pintada, El Harino, El Potrero, Llano Grande, Piedras Gordas, Las Lomas, Llano Norte                                                                                                  | La Pintada             |
| Natá       | Natá de los Caballeros, Capellanía, El Caño, Guzmán, Las Huacas, Toza, Villarreal | Natá de los Caballeros |
| Olá        | Olá, El Copé, El Palmar, El Picacho, La Pava | Olá                    |
| Penonomé   | Penonomé, Cañaveral, Coclé, Chiguirí Arriba, El Coco, Pajonal, Río Grande, Río Indio, Toabré, Tulú, Boca de Tucué, Candelario Ovalle, Las Minas, Riecito, San Miguel, Victoriano Lorenzo | Penonomé               |

## Economía
Las actividades agropecuarias son la base de su economía. Se cultiva caña de azúcar, café, maíz, arroz, frijoles y
ganadería.
Eran grupos agricultores que complementaban su dieta con los diferentes recursos que ofrecía su medio ambiente. También practicaban el trueque (intercambio), lo que les permitía acceder a bienes exóticos y materias primas foráneas, como cobre y esmeraldas que provenían de Colombia. El oro se obtenía en pepitas en los ríos o en excavaciones superficiales en tierras de la sabana o en las montañas. Hacían aleaciones de oro y cobre (tumbaga), y en ocasiones con un poco de plata. Incluso a veces le daban un baño a las piezas para que quedaran más doradas. Los metales se trabajaban mediante el martillado en frío para hacer principalmente pectorales y cascos con distintos decorados. También hacían vaciados en molde con técnica “cera perdida”, para obtener figuras tridimensionales. El laminado también se utilizaba para recubrir piezas de madera o hueso. El hueso, principalmente de venado y manatí, se trabajaba para hacer figurillas y flautas, en cuya decoración se pueden apreciar otras tecnologías, como el uso de la estólica para la caza.

## Demografía
El crecimiento demográfico fue continuo a lo largo del siglo XX. Predomina la población rural, y una gran parte de la población activa pertenece al sector primario.

## Deportes
La provincia cuenta con varios equipos profesionales en todos los deportes. 
En el béisbol aficionado cuentan con el equipo de béisbol de Coclé, juvenil y mayor llamada "La Leña Roja" que participa en los torneos nacionales. Cuenta también con una franquicia profesional llamada "Los Caballos de Coclé" quienes participan en los diferentes torneos de la Liga Profesional de Baloncesto (LPB). En el fútbol cuenta con un equipo profesional llamado Club Deportivo Universitario cuya sede principal es el distrito de Penonomé.